# Boréal (position)
Pour les articles homonymes, voir Boréal.
Boréal, de la divinité grecque du vent du nord Borée, est un adjectif qualifiant ce qui se situe dans l'hémisphère nord. Il s'oppose à austral, qualifiant ce qui se situe dans l'hémisphère sud.
Boréal n'est pas synonyme de septentrional, ce dernier qualifiant ce qui se situe au nord ; le premier (boréal) indique une position absolue, tandis que le second (septentrional) indique plutôt une position relative.